# Sybra signatoides
Sybra signatoides là một loài bọ cánh cứng trong họ Cerambycidae.